# Anabarhynchus cupreus
Anabarhynchus cupreus är en tvåvingeart som först beskrevs av Frederick Wollaston Hutton 1901.  Anabarhynchus cupreus ingår i släktet Anabarhynchus och familjen stilettflugor. Inga underarter finns listade i Catalogue of Life.